# 全国信用金庫信用組合労働組合連絡会議
全国信用金庫信用組合労働組合連絡会議（ぜんこくしんようきんこしんようくみあいろうどうくみあいれんらくかいぎ、略称：全信労連（ぜんしんろうれん））は、日本の産業別労働組合である。

## 概要
信用金庫・信用組合の労働組合で組織されている。2001年より日本労働組合総連合会（連合）に加盟していたが、金融機関の破綻がなく、最大の目的である雇用確保の意義は薄れていること、連合会費が高いことを理由に2018年7月31日付で離脱した。